# Kefar Maneda
Kefar Maneda (hebr. כפר מנדא; arab. كفر مندا; ang. Kafar Manda) – samorząd lokalny położony w Dystrykcie Północnym, w Izraelu.

## Położenie
Miejscowość jest położona na wysokości od 160 do 220 metrów n.p.m. w północno-zachodniej części Doliny Bejt Netofa w Dolnej Galilei na północy Izraela.  Leży u podnóża góry Har Acmon (547 m n.p.m.). W jej otoczeniu znajdują się miasteczka Kaukab Abu al-Hidża, Arraba, Bu’ejne Nudżejdat i Bir al-Maksur, kibuc Channaton, moszaw Jodfat, wioski komunalne Hosza’aja i Moreszet, oraz arabskie wioski Uzajr, Rummana, Rummat al-Hajb i Dumajda.
Kefar Maneda jest położona w Poddystrykcie Jezreel, w Dystrykcie Północnym Izraela.

## Historia
Pierwotnie w miejscu tym istniała żydowska miejscowość Kfar Mandi (hebr. כפר מנדי), w którym zgodnie z tradycją zostali pochowani rabini Akabia ben Mahalalel i Szymon ben Gamliel II.  W okresie hellenistycznym na położonym na północy wzgórzu Jotapata znajdowało się ważne strategicznie miasto. Podczas wojny żydowsko-rzymskiej (66–73) zostało wybrane jako ważny ośrodek obrony przed Rzymianami. Latem 67 roku doszło do oblężenia Jotopaty, podczas którego zginęło 40 tys. Żydów.
Współczesna arabska wioska powstała prawdopodobnie w XVI wieku. Po I wojnie światowej w 1918 roku Kefar Maneda wraz z całą Palestyną przeszła pod panowanie Brytyjczyków. Utworzyli oni w 1921 roku Brytyjski Mandat Palestyny. W poszukiwaniu skutecznego rozwiązania narastającego konfliktu izraelsko-arabskiego w dniu 29 listopada 1947 roku została przyjęta Rezolucja Zgromadzenia Ogólnego ONZ nr 181. Zakładała ona między innymi, że wioska Kefar Maneda miała znaleźć się w granicach nowo utworzonego państwa arabskiego. Arabowie odrzucili tę Rezolucję i dzień później doprowadzili do wybuchu wojny domowej w Mandacie Palestyny. W trakcie jej trwania rejon wioski zajęły siły Arabskiej Armii Wyzwoleńczej, które sparaliżowały żydowską komunikację w całej okolicy. Podczas I wojny izraelsko-arabskiej wojska izraelskie przeprowadziły operację „Dekel”, podczas której w dniu 15 lipca 1948 roku zajęto wioskę Kefar Maneda. W odróżnieniu od wielu wiosek w Galilei, Izraelczycy nie wysiedlili jednak mieszkańców, dzięki czemu Kefar Maneda zachowała swoją arabską tożsamość. W 1964 roku Kefar Maneda otrzymała status samorządu lokalnego.

## Demografia

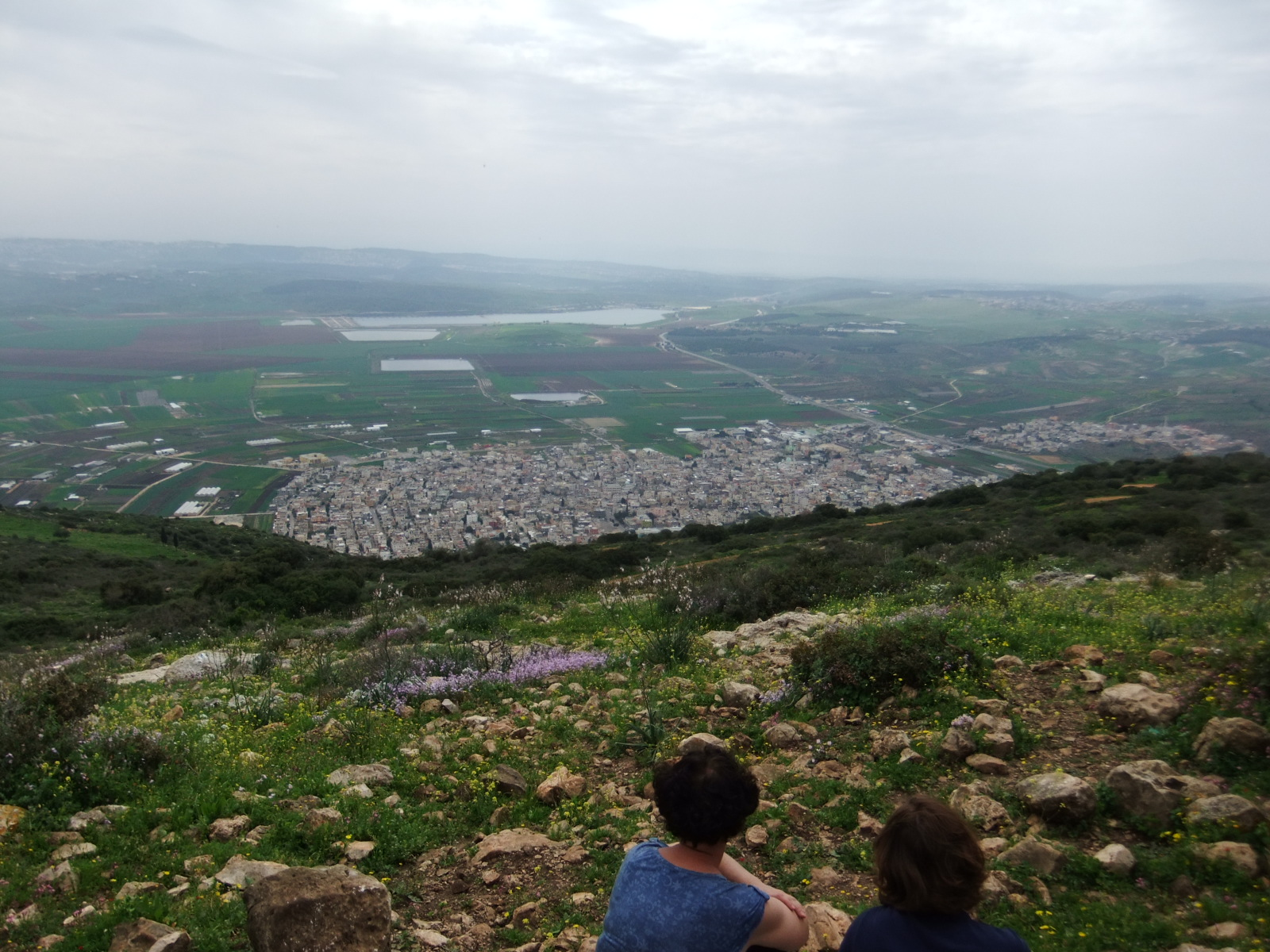
Widok na Kefar Maneda i dolinę Bejt Netofa

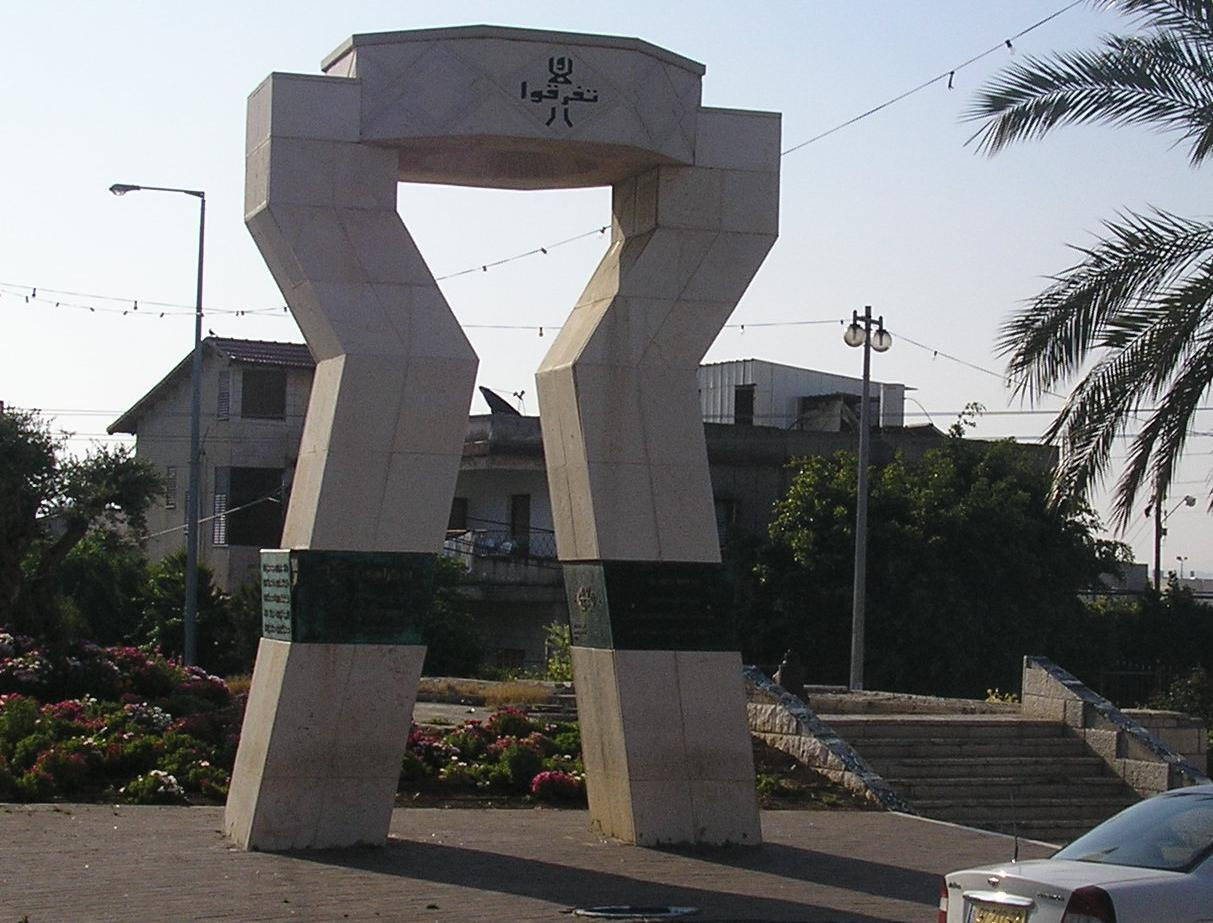
Pomnik w Kefar Maneda

Zgodnie z danymi Izraelskiego Centrum Danych Statystycznych w 2013 roku w Kefar Maneda żyło 17,7 tys. mieszkańców, w 100% Arabowie muzułmanie. Jest to niewielkie miasteczko, którego populacja charakteryzuje się niewielkim, lecz stałym wzrostem liczebności. Według danych z 2011 roku przyrost naturalny w porównaniu do poprzedniego roku wyniósł 3,3%. W roku tym urodziło się 452 dzieci, a zmarły 421 osoby (odnotowano 2 zgony niemowląt). Według danych za 2010 rok liczba zatrudnionych pracowników wynosiła 7623, a liczba osób pracujących na własny rachunek wynosiła 423. Średnie miesięczne wynagrodzenie w 2011 roku wynosiło 4207 ILS (średnia krajowa 7964 ILS). Zasiłki dla bezrobotnych pobierało 191 osób, w tym 121 mężczyzn (średni wiek: 39 lat). Świadczenia emerytalne oraz rentowe pobierało 522 osób, a zapomogi społeczne 2778 osób.
| Wiek (w latach) | Procent populacji w % |
| --------------- | --------------------- |
| 0 – 4           | 12,4                  |
| 5 – 9           | 13,9                  |
| 10 – 14         | 13,5                  |
| 15 – 19         | 12,2                  |
| 20 – 29         | 16,2                  |
| 30 – 44         | 18,2                  |
| 45 – 59         | 9,4                   |
| 60 – 64         | 1,2                   |
| 65 –            | 3,0                   |

Źródło danych: Central Bureau of Statistics.

## Polityka
Siedziba władz samorządowych znajduje się w samym centrum miasteczka, przy ulicy Ahmed Hussein Al’am.

## Gospodarka
Lokalna gospodarka opiera się głównie na handlu i rzemiośle. Część mieszkańców dojeżdża do pracy w pobliskich strefach przemysłowych. Na południe od osady położony jest zbiornik retencyjny Eszkol, wchodzący w skład krajowego systemu wodnego Mekorot, który doprowadza wodę z Jeziora Tyberiadzkiego na pustynię Negew. Otwarty kanał doprowadzający wodę do zbiornika retencyjnego ma długość 17 km, szerokość wynosi 19,4 metra, szerokość dna – 12 metrów i głębokość – 2,6 metra. Zbiornik retencyjny Eszkol składa się w rzeczywistości z dwóch oddzielnych zbiorników, w których woda jest oczyszczana i sprawdzana przed dalszym transportem.

## Transport
Z miasteczka wyjeżdża się na zachód na drogę nr 784, którą jadąc na północny zachód dojeżdża się do wiosek Dumajda i Moreszet, lub jadąc na południe dojeżdża się do kibucu Channaton i dalej do drogi ekspresowej nr 79. W 2011 roku w miejscowości było zarejestrowanych 4047 pojazdów silnikowych, w tym 3033 samochodów osobowych (średnia wieku samochodów prywatnych wynosiła 10 lat). W roku tym w mieście doszło do 8 wypadków drogowych.

## Architektura
Pierwotnie była to wioska rolnicza, jednak wraz ze wzrostem liczebności mieszkańców zaprzestano gospodarki rolnej. Kolejne domy budowano w sposób chaotyczny, bez zintegrowanej infrastruktury, która umożliwiałaby korzystanie z budynków publicznych i usług komunalnych. Trudny teren górski utrudnia budownictwo i spowalnia tworzenie infrastruktury.

## Edukacja
W miejscowości są cztery szkoły podstawowe (al-Watanabi, Ibn Sina, al-Razi, al-Jizali), do których w 2010 roku uczęszczało 4,9 tys. uczniów.

## Religia
W Kefar Maneda są cztery meczety: Al-Huda, Al-Takwa, Al-Szuchada i Al-Nur.

## Sport
W miejscowości są dwa boisko do piłki nożnej.